# Viveros-Derechos Humanos
Pour les articles homonymes, voir Viveros, Derechos et Humanos.
Viveros-Derechos Humanos est une station de la Ligne 3 du métro de Mexico, située au sud de Mexico, dans la délégation Álvaro Obregón et Coyoacán.

## La station
La station ouverte en 1983, fut nommée d'après les pépinières de Coyoacán, situées sur son flanc est ainsi que des bureaux de la Commission des droits de la circonscription fédérale. Le symbole de la station représente une plante poussant hors de deux mains transformées en colombes, symbole de la Commission des droits de l'homme.
À l'origine, la station s'appelait simplement Viveros et son symbole se limitait à la plante. Plus tard Ramon Torres Guató, directeur de l'Administration de l'CDHDF, déclara aux médias que la Commission des droits de l'homme du District fédéral proposait au Métro de Mexico, que l'on construise un tunnel de la station à ses installations. En outre, il sollicitait que la station soit rebaptisée Viveros-Derechos humanos. Le changement fut officiel le 27 mars 2009.